# Finché c'è prosecco c'è speranza
Finché c'è prosecco c'è speranza è un film del 2017 diretto da Antonio Padovan.
Il soggetto è tratto dall'omonimo romanzo di Fulvio Ervas, edito da Marcos y Marcos. Il film è stato presentato alla Festa del Cinema di Roma 2017.

## Trama
Nella campagna veneta, zona di produzione del vino Prosecco, il conte Desiderio Ancillotto, strenuo difensore della coltivazione biologica è da poco morto, forse per suicidio. L'ispettore Stucky, da poco nominato, è chiamato a indagare sulla vicenda: e subito si verificano due omicidi.

## Produzione
Il film è stato prodotto da K+ Film.

## Distribuzione
Il film è stato distribuito nelle sale dal 31 ottobre 2017 da Parthenos, e successivamente in Australia (Palace Films), Cina (Jetsen Huashi), Nuova Zelanda (Palace Films), Polonia (Aurora Films), Regno Unito (Skyline IFE).

## Riconoscimenti
- Cape Town International Film Market & Festival Città del Capo, 2017[5][6]
  - Best Cinematography
- Les rencontres du cinéma italien à Toulouse, Tolosa, 2017[5][7]
  - Mention spéciale du public
- Nastri d'argento 2018
  - Candidatura per il miglior attore protagonista a Giuseppe Battiston
- Globi d'oro 2018
  - Candidatura per la miglior opera prima ad Antonio Padovan
  - Candidatura per la miglior sceneggiatura ad Antonio Padovan, Fulvio Ervas e Marco Pettenello